# Басар
Басар, Бассар, до 1974 г. — «Басари»(фр. Bassar) — город в северной части Того, на территории области Кара.

## География
Расположен к юго-западу от административного центра области, города Кара. Абсолютная высота — 425 метров над уровнем моря.

## Население
По данным на 2013 год численность населения составляет 27 097 человек.
Динамика численности населения города по годам:
| 1981   | 1988   | 2000   | 2002   | 2003   | 2004   | 2005   | 2013   |
| ------ | ------ | ------ | ------ | ------ | ------ | ------ | ------ |
| 17 867 | 26 000 | 23 000 | 23 500 | 24 000 | 25 000 | 25 200 | 27 097 |

## Экономика
В городе развито хлопководство. Он является важным центром коммерческой торговли в Того. Бассар связан автомобильной дорогой с Буркиной-Фасо и Ломе.

## Галерея

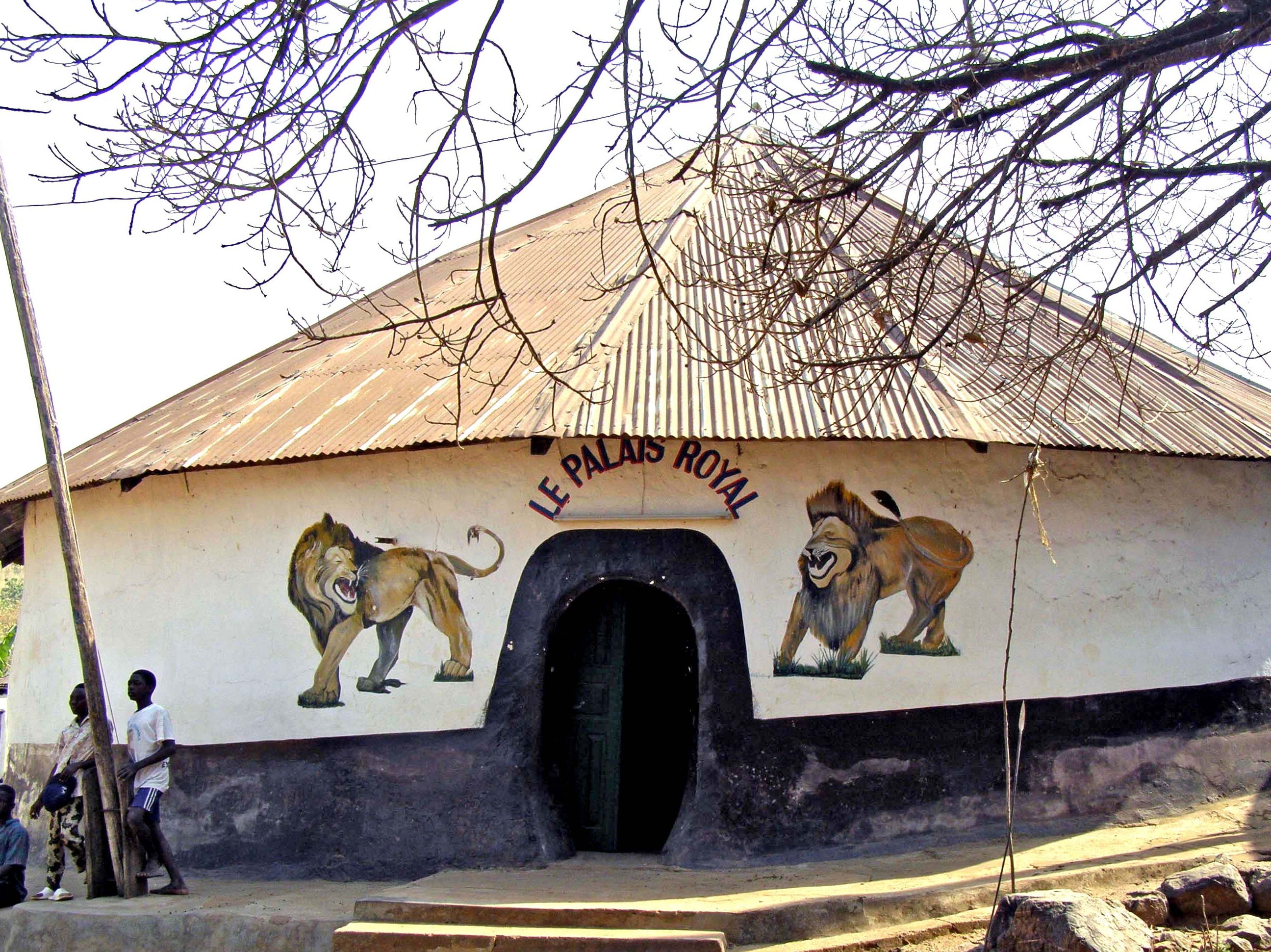
Королевский дворец
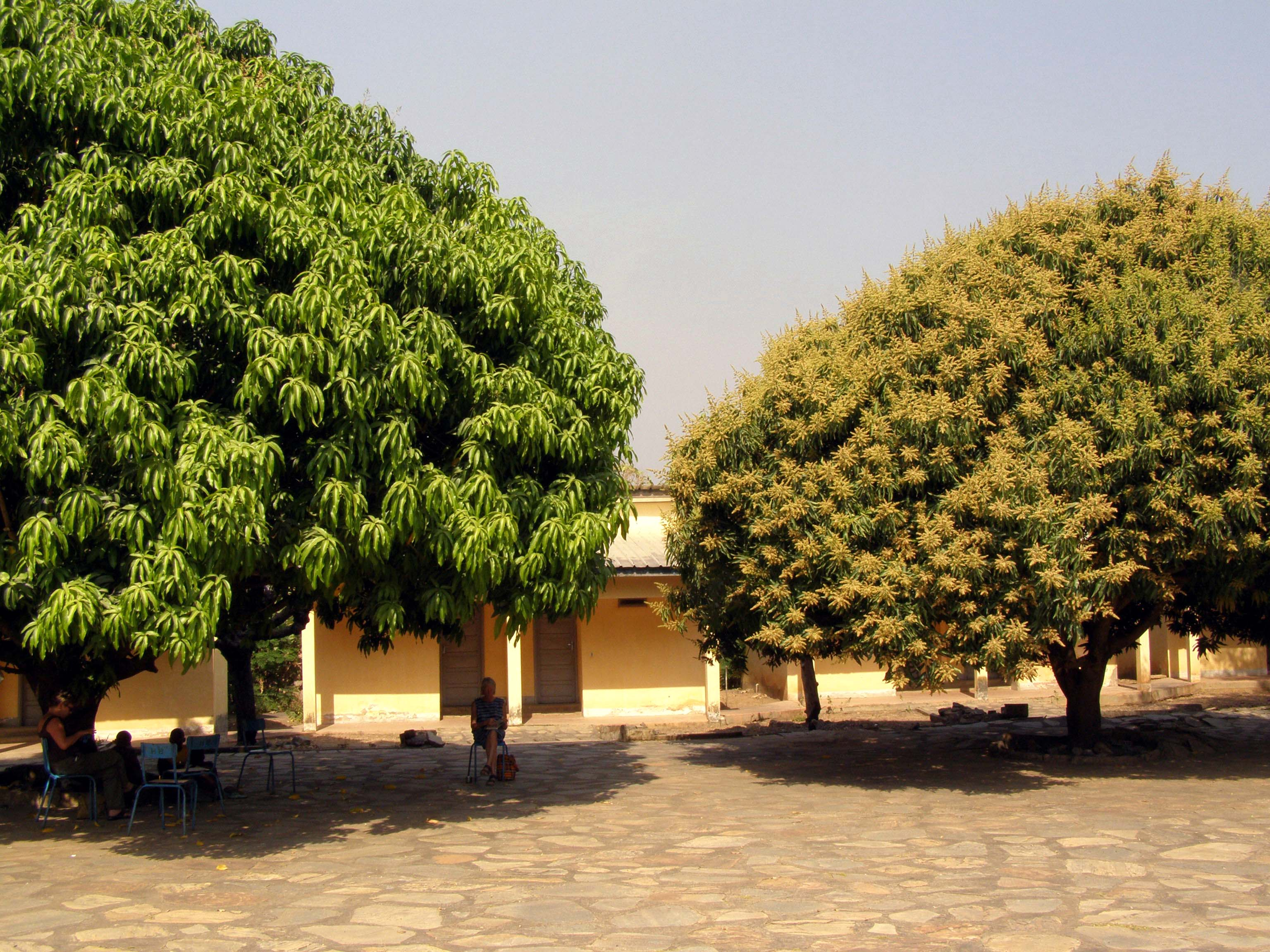
Площадь
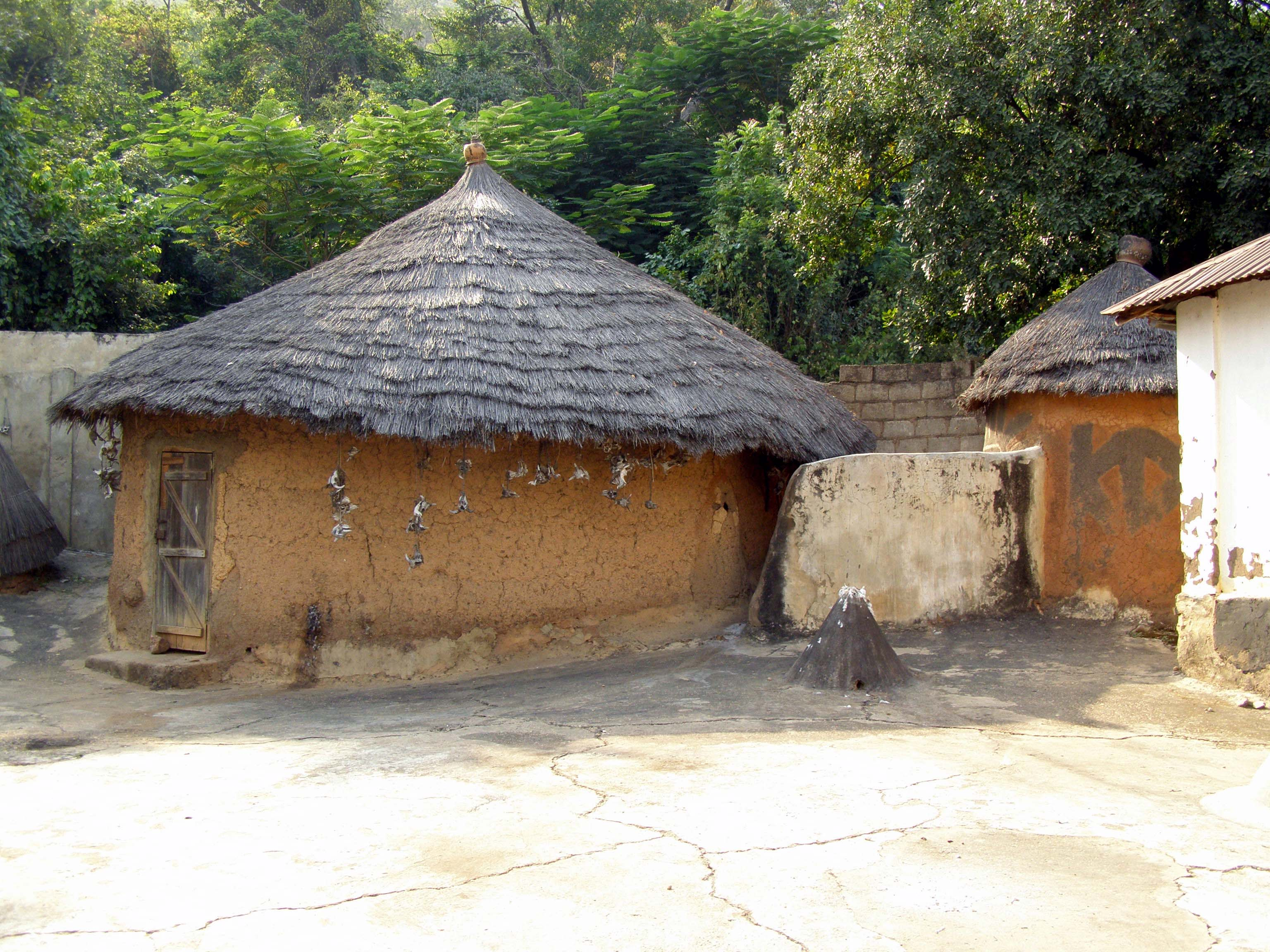
Дом мёртвых